# Adiós, Don Glees!
Adiós, Don Glees! (グッバイ、ドン・グリーズ! Gubbai, Don Gurīzu!?) es una película de anime japonesa producida por Madhouse y dirigida por Atsuko Ishizuka. Se estrenó en Japón en febrero de 2022.

## Elenco
- Natsuki Hanae como Rōma Kamogawa[1]
- Yūki Kaji como Hokuto «Toto» Mitarai[1]
- Ayumu Murase como Shizuku «Drop» Sakuma[1]
- Kana Hanazawa como Chibori «Tivoli» Urayasu[2]
- Rino Sashihara como Mako Kamogawa[3]
- Atsushi Tamura como Tarō Kamogawa[3]

## Producción y estreno
La película se anunció por primera vez en julio de 2021, donde se reveló que la película sería producida por Madhouse, y dirigida y guionizada por Atsuko Ishizuka, con Takahiro Yoshimatsu diseñando los personajes y Kadokawa distribuyendo la película. Yoshiaki Fujisawa compuso la música. El tema principal de la película es «Rock the World», interpretado por la banda japonesa Alexandros. En el Festival Internacional de Cine de Tokio 2021, se reveló que la película se estrenaría en los cines japoneses el 18 de febrero de 2022.

### Adaptación de manga
Una adaptación de manga, escrita e ilustrada por Shinki, comenzó a publicarse en la revista Monthly Comic Gene de Media Factory el 15 de octubre de 2021. La adaptación finalizó su serialización el 15 de febrero de 2022.